# 清水一 (保健学者)
清水 一（しみず はじめ、1947年 - ）は、日本の作業療法士、保健学者（作業療法学）。学位はMaster of Science（ボストン大学・1984年）。高知リハビリテーション専門職大学リハビリテーション学部教授、広島大学名誉教授。
国立療養所東京病院附属リハビリテーション学院助手、東京大学医学部附属病院リハビリテーション部作業療法士、ボストン大学研究助手、ジューイッシュメモリアル病院作業療法士、群馬大学医療技術短期大学部助教授、広島大学医学部助教授、広島大学大学院保健学研究科教授、広島大学大学院保健学研究科副研究科長、井野口病院リハビリテーション科科長などを歴任した。

## 概要
作業療法学を専攻する保健学者である。作業療法における「作業」の手段と目的に関する研究で知られている。国立療養所東京病院附属リハビリテーション学院で教鞭を執ったのち、東京大学医学部附属病院で作業療法士として勤務した。ボストン大学で研究助手となったのち、ジューイッシュメモリアル病院で作業療法士として勤務した。群馬大学、広島大学で教鞭を執ったのち、井野口病院のリハビリテーション科で科長を務め、高知リハビリテーション専門職大学で再び教鞭を執った。日本高次脳機能障害学会の特別会員の一人として名を連ねている。

## 来歴

### 生い立ち
1947年に生まれた。厚生省の附属機関である国立療養所東京病院（現：国立病院機構東京病院）に置かれた附属リハビリテーション学院に進学し、作業療法学部にて学んだ。1972年3月に卒業した。
1972年4月、国立療養所東京病院に採用され、厚生技官として母校である附属リハビリテーション学院の助手に就任した。同年12月、東京大学に採用され、医学部附属病院のリハビリテーション部に作業療法士として勤務した。その傍ら、並行して中央大学に進学し、理工学部の管理工学科にて学んだ。1978年3月、中央大学を卒業し、工学士の称号を取得した。1981年3月、東京大学を退職した。

### 保健学者として
アメリカ合衆国に渡り、1983年9月よりボストン大学の研究助手を務めた。ボストン大学のサージェント校において、教授であるトロンボリーの下で研究に従事した。1984年2月、ボストン大学の研究助手を退いた。1984年9月に健康・リハビリテーション科学部修士課程を修了し、Master of Scienceの学位を取得した。
1984年10月、ジューイッシュメモリアル病院に採用された。作業療法士として勤務し、1985年10月に退職した。
日本に帰国後、1986年4月に群馬大学に採用され、医療技術短期大学部の助教授に就任した。それと並行して、群馬大学の医学部のリハビリテーション医学専攻科にて学んでおり、1993年3月の修了と同時に群馬大学を退職した。
1993年4月、広島大学に医学部の助教授として採用され、主として保健学科の講義を担当した。1998年4月に教授となっている。2004年4月から2008年3月まで保健学研究科の副研究科長を務めた。2003年3月から2012年3月にかけて、中国運輸局にて中国地方交通審議会の委員を、2009年4月から2013年3月にかけては、文部科学省の審議会等である大学設置・学校法人審議会にて大学設置分科会の委員をそれぞれ兼任した。2012年3月、広島大学を定年退職した。これまでの功績により、広島大学より名誉教授の称号が授与されている。
広島大学を定年退職してからは、2013年4月より井野口病院の嘱託職員となり、リハビリテーション科の科長、2016年4月からはリハビリテーション科の顧問を務めた。2019年4月、高知リハビリテーション専門職大学に採用され、リハビリテーション学部の教授に就任し、主としてリハビリテーション学科の作業療法学専攻の講義を担当する。

## 研究
専門は保健学であり、特に作業療法学といった分野の研究に従事した。具体的には、作業療法における「作業」について、その手段と目的の有効性について研究していた。また、作業習熟予測の研究についても取り組んでいた。そのほか、高次脳機能障害に対する作業療法についての研究も知られていた。これまでの業績に対して、1996年6月には日本作業療法士学会学術部員表彰を、2000年3月には作業療法ジャーナル賞を、2003年6月には日本作業療法士協会表彰を、それぞれ授与されている。
学術団体等としては、日本作業療法士協会、高次脳機能障害作業療法研究会、日本高次脳機能障害学会、日本A-ONE研究会、日本リハビリテーション医学会などに所属していた。高次脳機能障害作業療法研究会では、1990年11月より世話人を務めていたほか、副会長といった役職も務めていた。日本A-ONE研究会では、2012年9月より特別顧問を務めていた。日本高次脳機能障害学会では、2007年9月から2017年12月まで評議委員を務め、2017年12月に特別会員となった。

## 略歴
- 1947年 - 誕生[4]。
- 1972年 - 国立療養所東京病院附属リハビリテーション学院作業療法学部卒業[2]。
- 1972年 - 国立療養所東京病院附属リハビリテーション学院助手[2]。
- 1972年 - 国立療養所東京病院退職[2]。
- 1972年 - 東京大学医学部附属病院作業療法士[2]。
- 1978年 - 中央大学理工学部卒業[2]。
- 1981年 - 東京大学退職[2]。
- 1983年 - ボストン大学サージェント校研究助手[2]。
- 1984年 - ボストン大学退職[2]。
- 1984年 - ボストン大学修士課程修了[2]。
- 1984年 - ジューイッシュメモリアル病院作業療法士[2]。
- 1985年 - ジューイッシュメモリアル病院退職[2]。
- 1986年 - 群馬大学医療技術短期大学部助教授[2]。
- 1990年 - 高次脳機能障害作業療法研究会世話人[2]。
- 1993年 - 群馬大学医学部リハビリテーション医学専攻科修了[2]。
- 1993年 - 群馬大学退職[2]。
- 1993年 - 広島大学医学部助教授[2]。
- 2003年 - 中国運輸局中国地方交通審議会委員[2]。
- 2004年 - 広島大学大学院保健学研究科副研究科長[2]。
- 2007年 - 日本高次脳機能障害学会評議委員[2]。
- 2009年 - 文部科学省大学設置・学校法人審議会大学設置分科会委員[2]。
- 2012年 - 広島大学定年退職[2][註釈 2]。
- 2012年 - 日本A-ONE研究会特別顧問[2]。
- 2013年 - 井野口病院リハビリテーション科科長[2]。
- 2016年 - 井野口病院リハビリテーション科顧問[2]。
- 2017年 - 日本高次脳機能障害学会特別会員[2]。
- 2019年 - 高知リハビリテーション専門職大学リハビリテーション学部教授[2]。

## 賞歴
- 1996年 - 日本作業療法士学会学術部員表彰[2]。
- 2000年 - 作業療法ジャーナル賞[2]。
- 2003年 - 日本作業療法士協会表彰[2]。

## 著作

### 翻訳
- Lorraine Williams Pedretti編著、宮前珠子・清水一・山口昇監訳『身体障害の作業療法』改訂第4版、協同医書出版社、1999年。ISBN 4763920731
- 清水一・宮口英樹・松原麻子監訳、Glen Gillen編著『脳卒中のリハビリテーション』三輪書店、2015年。ISBN 978-4-89590-499-5

### 監修
- 川原薫編著、清水一監修『事例カンファレンスで学ぶ高次脳機能障害リハビリテーション』三輪書店、2016年。ISBN 978-4-89590-581-7

### 寄稿、分担執筆、等
- 小林夏子・福田恵美子編、矢谷令子監修『標準作業療法学――基礎作業学』2版、医学書院、2012年。ISBN 978-4-260-01492-2
- 種村純編『やさしい高次脳機能障害用語事典』ぱーそん書房、2018年。ISBN 978-4-907095-48-2

### 註釈
1. ↑  工学士の称号は、1991年7月1日以降の学士（工学）の学位に相当する。
2. 1 2 3  高知リハビリテーション専門職大学による清水の経歴の資料によれば「平成10年4月 広島大学大学院保健学研究科教授（平成14年3月迄）」[2]「平成16年4月 広島大学大学院保健学研究科副研究科長（併任）（平成20年3月迄）」[2]「平成24年3月 広島大学大学院保健学総合研究科定年退職」[2]と記載されている。一方、広島大学による研究科の沿革の資料によれば「◆平成8年4月 大学院医学系研究科保健学専攻（修士課程）を設置」[5]「◆平成10年4月 大学院医学系研究科保健学専攻（博士課程）設置」[5]「◆平成14年4月 大学院医学系研究科（保健学専攻）は、大学院保健学研究科（保健学専攻）に改称」[6]「◆平成24年4月 ○大学院医歯薬学総合研究科及び大学院保健学研究科を再編・統合し、大学院医歯薬保健学研究科を設置」[7]とされている。したがって、高知リハビリテーション専門職大学の資料は「平成10年4月 広島大学大学院医学系研究科教授（平成14年3月迄）」「平成24年3月 広島大学大学院保健学研究科定年退職」の誤字と考えられ、清水は1998年4月～2002年3月は大学院医学系研究科、2002年4月～2012年3月は大学院保健学研究科に所属していたと思われる。しかし、断定はできないため、ここでは大学院保健学研究科への異動時期、および、退職時の所属部局については割愛した。